# Берія (Огайо)
Бері́я (англ. Berea) — місто (англ. city) в США, в окрузі Каягога штату Огайо. Населення — 18 545 осіб (2020).

## Географія
Берія розташована за координатами 41°22′14″ пн. ш. 81°51′42″ зх. д. / 41.37056° пн. ш. 81.86167° зх. д. (41.370548, -81.861757). За даними Бюро перепису населення США в 2010 році місто мало площу 15,09 км², з яких 14,81 км² — суходіл та 0,28 км² — водойми.

## Демографія
Згідно з переписом 2010 року, у місті мешкали 19 093 особи в 7471 домогосподарстві у складі 4390 родин. Густота населення становила 1265 осіб/км². Було 7958 помешкань (527/км²).
Расовий склад населення:
| - 88,8 % — білих - 6,6 % — чорних або афроамериканців - 1,5 % — азіатів - 0,2 % — корінних американців |

До двох чи більше рас належало 2,3 %. Частка іспаномовних становила 2,8 % від усіх жителів.
За віковим діапазоном населення розподілялося таким чином: 18,3 % — особи молодші 18 років, 67,8 % — особи у віці 18—64 років, 13,9 % — особи у віці 65 років та старші. Медіана віку мешканця становила 37,1 року. На 100 осіб жіночої статі у місті припадало 91,3 чоловіків; на 100 жінок у віці від 18 років та старших — 88,7 чоловіків також старших 18 років.
Середній дохід на одне домашнє господарство становив 66 730 доларів США (медіана — 54 985), а середній дохід на одну сім'ю — 84 289 доларів (медіана — 73 618). Медіана доходів становила 46 828 доларів для чоловіків та 43 221 долар для жінок. За межею бідності перебувало 9,7 % осіб, у тому числі 16,3 % дітей у віці до 18 років та 9,8 % осіб у віці 65 років та старших.
Цивільне працевлаштоване населення становило 9951 осіб. Основні галузі зайнятості: освіта, охорона здоров'я та соціальна допомога — 28,6 %, виробництво — 13,7 %, роздрібна торгівля — 10,4 %, мистецтво, розваги та відпочинок — 9,8 %.